# Ayahuasca

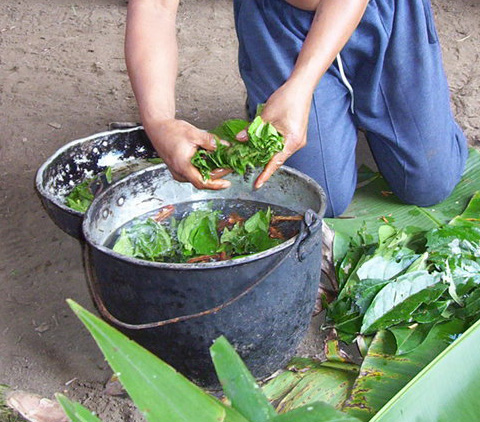
Przygotowanie ayahuaski w Peru

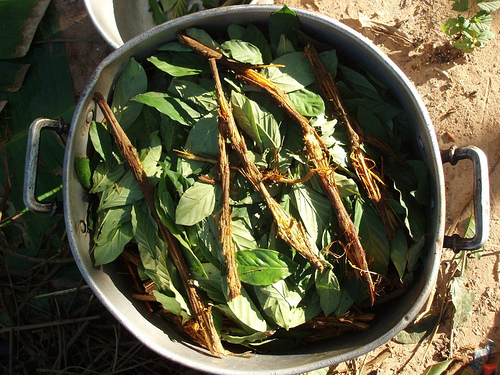
Gotowanie ayahuaski

Ayahuasca (wym. ajauaska; w języku keczua „liana duszy”, „pnącze dusz”), yagé, natema, caapi oraz huaraca – rytualny psychodelik zażywany w formie napoju. Zawiera DMT występujące w roślinach z gatunków Acacia sp. i Mimosa sp. oraz harmalinę (będącą inhibitorem MAO) występującą np. w nasionach ruty stepowej (Peganum harmala). Jednak najczęstszą kombinacją roślin, którą stosują południowoamerykańscy szamani do przyrządzenia wywaru, jest Banisteriopsis caapi (zawierająca inhibitor MAO) oraz Psychotria viridis lub Diplopterys cabrerana (zawierające DMT).

## Zastosowanie
Ayahuasca przygotowywana przez szamanów działa silnie halucynogennie. Indianie sporządzają napój, który jest zażywany przez szamanów w celach leczniczych, a także by wprowadzić się w trans, mający jakoby umożliwić im jasnowidzenie lub kontakt z mityczną pamięcią plemienia. Podczas seansu ayahuascę pije zarówno pacjent, jak i szaman. Według relacji, obaj doświadczają wizji, w których duchy mają dyktować im, jak ma przebiegać kuracja. Innym celem takich seansów jest również wykrywanie klątw i uroków mających być przyczynami chorób. Seanse lecznicze odbywają się z reguły w nocy, a towarzyszą im zwykle pieśni, okadzanie, muzyka i tańce rytualne. Stosowanie ayahuaski w celach magicznych znane jest od tysięcy lat.
Osoby, które zażyły ayahuascę, twierdziły, że doświadczyły duchowych objawień dotyczących ich celu na Ziemi i prawdziwej natury Wszechświata oraz doznały czystej miłości, mądrości, wglądu we własne wnętrze połączonego z utratą ego, a także otrzymały wskazówki jak być najlepszą osobą, jak to możliwe. Doświadczenie to często jest opisywane jako przebudzenie lub odrodzenie.

## Fizyczne efekty spożycia
Fizyczne efekty spożycia ayahuaski to m.in. nieznaczne podniesienie ciśnienia krwi, a także wymioty lub biegunka. Prowadzone są badania nad przydatnością napoju w terapii zaburzeń lękowych, depresji i uzależnień. Badanie przeprowadzone w 2018 wykazało, że pojedyncza dawka ayahuaski znacząco zredukowała objawy depresji lekoopornej w grupie kontrolnej w porównaniu z osobami, którym podano placebo. Wśród osób przez wiele lat pijących ayahuascę w kontekście religijnym naukowcy stwierdzili bardziej stabilną osobowość, lepszą pamięć i lepszą integrację społeczną niż w grupie kontrolnej.